# Hemicyclops giardelloides
Hemicyclops giardelloides is een eenoogkreeftjessoort uit de familie van de Clausidiidae. De wetenschappelijke naam van de soort is voor het eerst geldig gepubliceerd in 1963 door Gooding.